# Bürgermeisterei Schweich

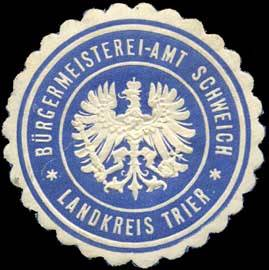
Siegelmarke Bürgermeister-Amt Schweich

Die Bürgermeisterei Schweich im Landkreis Trier im Regierungsbezirk Trier in der preußischen Rheinprovinz war eine Bürgermeisterei mit
7 Dörfern und 2 Mühlen, welche 404 Feuerstellen und 3039 Einwohner hatten (Stand 1828).
Dazu gehörten:
- Schweich, ein Dorf an der Mosel mit 1 Kath. Pfarrkirche, 200 Fst., 1480 Einw. und 1 Wochenmarkt, mit Sitz eines Friedensgerichts für die Bürgermeistereien Schweich, Mehring, Trittenheim, Longuich, Leiwen, Heidenburg und Schleidweiler. Bei dem Dorfe war eine Fähre über die Mosel.
- Föhren, ein Dorf mit 1 Kathol. Pfarrkirche, 80 Fst, 668 Einw., 1 Schloss, 1 alten Burg und 2 Mühlen.
- Longen und Lörsch, zwei Dörfer an der Mosel, jenes mit 84, dieses mit 61 Einw. und Weinbau.
- Ferner die Dörfer: Naurath mit 180, Bekond mit 310, und Issel mit 256 Einw.